# Amphimedon decurtata
Amphimedon decurtata är en svampdjursart som först beskrevs av Sarà 1978.  Amphimedon decurtata ingår i släktet Amphimedon och familjen Niphatidae. Inga underarter finns listade i Catalogue of Life.